# Sakari Oramo
Sakari Oramo  est un chef d'orchestre finlandais, né le 26 octobre 1965 à Helsinki.

## Biographie
Sakari Oramo commence sa carrière comme violoniste à l'Orchestre symphonique de la radio finlandaise. En 1989, il rejoint la classe de direction de Jorma Panula à l'Académie Sibelius,. En 1993, il remplace un chef malade et dirige l'Orchestre symphonique de la radio finlandaise dont il devient dans la foulée chef principal associé. Oramo a également travaillé avec l'orchestre de chambre Avanti! créé par Jukka-Pekka Saraste.
En septembre 1996, Oramo est nommé chef principal de l'Orchestre symphonique de Birmingham avec lequel il a notamment enregistré plusieurs œuvres du compositeur britannique John Foulds.
En 2008, Oramo rejoint l'Orchestre philharmonique royal de Stockholm.
Il est marié à la soprano finlandaise Anu Komsi (en) avec qui il a eu deux fils.

## Décoration
- Officier de l'ordre de l'Empire britannique (mai 2009)[5]

## Discographie sélective
- Camille Saint-Saëns, The complete works for piano and orchestra, City of Birmingham Symphony Orchestra, Stephen Hough, piano, 2 CD Hyperion, 2000 - 2001 (Gramophone Awards 2002 record of the year, Diapason d'or, Choc Le Monde de la Musique)
- Maurice Ravel, La Valse, Alborada del gracioso, Le Tombeau de Couperin, Pavane, Une barque sur l'océan, Menuet antique, Royal Stockholm Philharmonic Orchestra, BIS, 2022